# The Sea Beast
The Sea Beast (bra: A Fera do Mar; prt: O Monstro Marinho) é um longa-metragem canadiano-estadunidense que utiliza-se da técnica de animação computadorizada do gênero de aventura lançado em 2022, dirigido por Chris Williams, que coescreveu com Nell Benjamin e produziu com Jed Schlanger. O filme é estrelado pelas vozes de Karl Urban, Zaris-Angel Hator, Jared Harris e Marianne Jean-Baptiste. Ele conta a história de um caçador de monstros marinhos e de uma jovem órfã que se junta a seu grupo de caçadores de monstros marinhos em sua busca pelo indescritível, Red Bluster. O filme teve um lançamento limitado nos cinemas em 24 de junho de 2022, antes de estrear na Netflix em 8 de julho.
Recebeu críticas positivas da crítica e se tornou o filme de animação de maior sucesso da Netflix, com 165 milhões de horas visualizadas. Em 2023, foi anunciado que uma sequência estava em andamento. No dia 17 de janeiro, junto a Puss in Boots: The Last Wish foi o quarto filme com mais indicações no Annie Awards 2023 com 6 no total, dentre estas: Melhor Animação, Melhor Música e Direção de Arte em Filme, além da indicação de Zaris-Angel Hator por Melhor Atuação de Voz em filme.

## Sinopse
Em busca de aventuras uma jovem menina, Maisie, entra escondida em um navio pertencente à um lendário caçador de monstros marinhos. Na jornada, ela aproxima-se de um dos caçadores, Jacob, juntos, fazem uma jornada épica por águas desconhecidas.

## Elenco de voz
- Karl Urban como Jacob Holland
- Zaris-Angel Hator como Maisie Brumble
- Jared Harris como Capitão Augustus Crow III
- Marianne Jean-Baptiste como Sarah Sharpe
- Kathy Burke como Gwen Batterbie

## Produção
Em 5 de novembro de 2018, a Netflix anunciou que Chris Williams escreveria e dirigiria o filme de animação Jacob and the Sea Beast. Em 7 de novembro de 2020, o filme foi renomeado para The Sea Beast. Os serviços de animação foram fornecidos pela Sony Pictures Imageworks em Vancouver. Mark Mancina compôs a trilha sonora do filme. Mancina também produziu uma canção original chamada "Captain Crow", uma favela do mar representando o personagem escrita por Nell Benjamin e Laurence O'Keefe.

## Lançamento
Em março de 2022, a Netflix anunciou sua data de estreia para 8 de julho de 2022. O filme foi lançado em cinemas selecionados em 24 de junho de 2022, antes de sua estreia no streaming pela Netflix.

## Recepção

### Resposta da crítica
No site agregador de críticas Rotten Tomatoes, 94% das 105 críticas dos críticos são positivas, com uma classificação média de 7,6/10. O consenso do site diz: "Um conto de animação original que costuma ser tão ousado quanto seus personagens, The Sea Beast envia o público em uma viagem que vale a pena fazer". No Metacritic, o filme tem uma pontuação média ponderada de 74 em 100 com base em 20 críticos, indicando críticas favoráveis.

### Prêmios e indicações
| Premiação                                 | Ano  | Categoria                         | Destinatários e Candidatos                                                            | Resultado | Ref    |
| ----------------------------------------- | ---- | --------------------------------- | ------------------------------------------------------------------------------------- | --------- | ------ |
| Annie Awards                              | 2023 | Melhor Animação                   | The Sea Beast                                                                         | Pendente  | [ 7 ]  |
| Annie Awards                              | 2023 | Melhores Efeitos Visuais em Filme | Spencer Lueders, Dmitriy Kolesnik, Kiel Gnebba, Oleksandr (Alex) Loboda , Jeremy Hoey | Pendente  | [ 7 ]  |
| Annie Awards                              | 2023 | Melhor Montagem em Filme          | The Sea Beast                                                                         | Pendente  | [ 7 ]  |
| Annie Awards                              | 2023 | Melhor Música em Filme            | Mark Mancia, Nell Benjamin, Laurence O'Keefe                                          | Pendente  | [ 7 ]  |
| Annie Awards                              | 2023 | Melhor Direção de Arte em Filme   | Matthias Lechner, Jung Woonyoung                                                      | Pendente  | [ 7 ]  |
| Annie Awards                              | 2023 | Melhor Atuação em Voz em Filme    | Zaris-Angel Hator                                                                     | Pendente  | [ 7 ]  |
| Alliance of Women Film Journalists (AWFJ) | 2022 | Melhor Animação                   | The Sea Beast                                                                         | Indicado  | [ 17 ] |

## Sequência
Em janeiro de 2023, Williams anunciou em uma entrevista ao The Hollywood Reporter que havia assinado um contrato com a Netflix e estaria trabalhando em uma sequência de The Sea Beast após o enorme sucesso do filme.